# Параклет
Паракле́т, или Паракли́т (др.-греч. παράκλητος — защитник, заступник; в новозаветном греческом в знач. «утешитель») — человек, которого призывают на помощь, для утешения. Терминологически слово стало употребляться в Новом Завете, по которому в дальнейшем получило распространение в христианском богословии и (в византийской и средневековой латинской) гимнографии.
В Евангелии — одно из имен Духа Святого, ипостаси Св. Троицы: «Духа истины, которого мир не может принять, потому что не видит Его и не знает Его… Утешитель же, Дух Святый, Которого пошлет Отец во имя Мое, научит вас всему и напомнит вам все, что Я говорил вам» (Ин. 14:17-26), — наставлял Иисус учеников во время Тайной вечери.